# Insurrection de Varsovie
Ne doit pas être confondu avec Insurrection du ghetto de Varsovie.
Pour les articles homonymes, voir Bataille de Varsovie.
 (janvier 2023).
Seconde Guerre mondiale
Batailles
Front de l’Est

Prémices :
- Campagne de Pologne
- Guerre d'Hiver

Guerre germano-soviétique :
- 1941 : l'invasion de l'URSS

- Opération Barbarossa

Front nord : 
- Guerre de Continuation
- Opération Silberfuchs
- Siège de Léningrad

Front central : 
- 2e bataille de Brest-Litovsk
- Bataille de Białystok–Minsk
- 1re bataille de Smolensk
- Bataille de Kiev

Front sud : 
- Siège d'Odessa
- Campagne de Crimée

- 1941-1942 : la contre-offensive soviétique

Front nord : 
- Poche de Demiansk
- Poche de Kholm

Front central : 
- Bataille de Moscou

Front sud : 
- Seconde bataille de Kharkov

- 1942-1943 : de Fall Blau à la 3e bataille de Kharkov

Front nord : 
- Offensive de Siniavino
- Opération Iskra
- Bataille de Krasny Bor
- Opération Poliarnaïa Zvezda

Front central : 
- Opération Mars

Front sud : 
- Bataille du Caucase (opération Fall Blau)
- Bataille de Stalingrad
- Opération Uranus
- Opération Saturne
- Offensive d'Ostrogojsk-Rossoch
- Offensive de Voronej-Kastornoe
- Opération Gallop
- Opération Étoile
- Troisième bataille de Kharkov

- 1943-1944 : libération de l'Ukraine et de la Biélorussie

Front central : 
- 2e bataille de Smolensk
- Opération Bagration

Front sud : 
- Bataille de Koursk
- Bataille du Dniepr
- Offensive Dniepr-Carpates
- Offensive de Crimée
- Offensive de Lvov-Sandomir

- 1944-1945 : campagnes d'Europe centrale et d'Allemagne

Allemagne : 
- Offensive Vistule-Oder
- Offensive de Poméranie orientale
- Siège de Breslau
- Offensive de Prusse-Orientale
- Bataille de Königsberg
- Bataille de Seelow
- Bataille de Bautzen
- Bataille de Berlin
- Capitulation allemande

Front nord et Finlande : 
- Guerre de Laponie
- Offensive Leningrad-Novgorod
- Bataille de Narva

Europe orientale : 
- Opération Margarethe
- Insurrection de Varsovie
- Soulèvement national slovaque
- Opération Panzerfaust
- Bataille de Budapest
- Opération Frühlingserwachen
- Offensive de Vienne
- Insurrection de Prague
- Offensive de Prague
- Bataille de Slivice

Front d’Europe de l’Ouest

Campagnes d'Afrique, du Moyen-Orient et de Méditerranée

Bataille de l’Atlantique

Guerre du Pacifique

Guerre sino-japonaise

Théâtre américain
L'insurrection de Varsovie est un soulèvement armé contre l'occupant allemand organisé par la résistance polonaise dans le cadre du plan militaire national « opération Tempête » (Burza en polonais), qui dure du 1er août au 2 octobre 1944.
Il s'accompagne de la sortie de la clandestinité des structures de la Résistance et de l'État clandestin ainsi que de l'établissement des institutions de l'État polonais sur le territoire de Varsovie libre.
Côté militaire, le soulèvement est dirigé contre les forces allemandes, mais le but de ce plan est l’ultime essai de préserver la souveraineté de la Pologne face à l'avancée de l'Armée rouge et la position ambiguë des Alliés occidentaux vis-à-vis des intentions de l'Union soviétique.
Plus de 50 000 combattants de l'Armia Krajowa (armée de l'intérieur) prennent part à l'insurrection, mais ils sont mal équipés (la moitié n'a pas d'armes) et peu entraînés face aux troupes allemandes. Très rapidement, les combats de rue deviennent défensifs. Les exactions allemandes sur les civils se multiplient, comme le massacre de Wola, pour terroriser la population et décourager les combattants.
Les Britanniques tentent d'approvisionner les insurgés par voie aérienne, mais face aux pertes, arrêtent leurs opérations.
Staline refusant de revoir renaître un état polonais indépendant, l'Armée rouge n'intervient presque pas, ce qui laisse le champ libre aux forces allemandes pour écraser l'insurrection. La résistance polonaise se sent alors abandonnée.
L'insurrection prend fin le 2 octobre 1944, avec la signature d'un accord entre les parties assurant l'évacuation de tous les civils et la reddition des groupes de résistants polonais présents dans Varsovie.
Une grande partie d'entre eux quitte alors la ville et certains deviennent les « Robinson Crusoé de Varsovie ». Cependant, les nazis détruisent complètement la ville en représailles.

## Contexte
Dès le début de son existence, l'Armia Krajowa fomente un soulèvement armé national contre les forces allemandes. Les plans initiaux de 1942 créés par le gouvernement polonais en exil supposent que l'invasion alliée de l'Europe mènerait les forces allemandes à dégarnir le front de l'Est pour la défense du Troisième Reich. L'Armia Krajowa souhaitait déclencher un tel soulèvement pour empêcher l'envoi vers l'ouest de troupes et ainsi permettre aux forces britanniques et américaines de battre l'Allemagne, en brisant toutes liaisons avec la majorité des forces allemandes amassées en Union soviétique.

### Avancée soviétique
Les armées soviétiques ont franchi l'ancienne frontière polonaise en janvier 1944, et en juillet s'approchent de Varsovie. Dans cette situation, la résistance polonaise est placée devant la décision de déclencher le soulèvement pour pouvoir accueillir les libérateurs en position de force. L'urgence d'une action spectaculaire devient claire après quelques tentatives de collaboration militaire avec l'Armée rouge dans la libération des villes polonaises. Par exemple à Wilno où, après la prise de la ville, le NKVD, qui suivait le front, emprisonna les résistants conviés à célébrer la victoire avec leurs frères d'armes, pour les exécuter sommairement ou pour les envoyer dans les camps du goulag.
Les Soviétiques en avançant sur le territoire de la Pologne commencèrent à organiser les structures politiques en s'appuyant sur leurs affidés, les communistes polonais qui avant la guerre n'étaient pas une force politique significative dans le pays, et ce, dans le cadre de l'extension de l'empire soviétique qui a repris l'idéologie impérialiste de l'empire russe dont il est l'héritier direct. À la suite de la découverte du charnier des officiers polonais massacrés par le NKVD à Katyń, le gouvernement polonais en exil a rompu ses relations diplomatiques avec Staline responsable de ce crime sur les prisonniers de guerre. En raison de cette décision, il n'est donc pas partie prenante dans les négociations entre les grands Alliés (Yalta donnera raison à cette méfiance vis-à-vis de la position des Alliés britanniques et américains face à Staline).

### Réserves polonaises
Le déclenchement de l'insurrection ne fit pas l'unanimité des dirigeants civils et militaires polonais. Les généraux Anders et Sosnkowski étaient opposés au déclenchement d'une insurrection générale, en opposition avec le Premier ministre Mikołajczyk et Raczkiewicz ; des projets contradictoires de télégrammes destinés au général Bór-Komorowski furent rédigés et plusieurs fois modifiés. Ainsi, le général Sosnkowski, en tournée d'inspection du deuxième corps polonais combattant en Italie aux côtés des Alliés, écrit au chef d'état-major polonais à Londres :

« Au général Kopański, chef de l'état-major, télégramme du 30 juillet 1944 (extraits) :
Conformément à mon télégramme no 1967 du 27 juillet, je prends le chemin du retour le 1er août. J'annule une grande partie de mon programme d'inspection, et les conversations importantes prévues avec le général Alexander, chez lequel je devais passer quelques jours, je renonce à mon entretien avec le général de Gaulle, etc.
Je le répète encore une fois : je suis catégoriquement opposé, dans les conditions actuelles, à une insurrection générale dont le résultat serait, par la force des choses, l'échange d'une occupation par une autre.
Le Conseil des ministres ne devrait pas délibérer au sujet d'une insurrection, sans connaître ni ce qu'ont été les conversations de Moscou, ni leurs résultats.
Je n'ai pas reçu de vous, mon général, de rapport sur les réunions du gouvernement auxquelles vous avez pris part, en ce qui concerne particulièrement, le programme et le but du voyage à Moscou. »

Plus tard, après les premiers combats dans Varsovie le 1er août 1944, le général Anders écrit à nouveau au chef d'état-major, le général Kopański :

« Je considère personnellement la décision du Commandement de l'Armée de l'Intérieur comme un malheur. »

### Contexte diplomatique
Durant le début de l'été 1944, les responsables polonais du gouvernement en exil à Londres mènent des pourparlers avec les responsables du comité polonais soutenu par les Soviétiques, installé à Lublin depuis la reconquête de la ville, mais en dépit de ces échanges, tiennent les Soviétiques et le comité de Lublin dans l'ignorance des préparatifs de l'insurrection.

### Les Allemands face aux préparatifs de l'insurrection
À ces réserves formulées par les responsables polonais s'ajoute la parfaite connaissance, par les occupants allemands, des intentions de la direction de la résistance intérieure polonaise, au moins depuis le 20 juillet.
Ainsi, en dépit de la proximité du front, les responsables militaires allemands décident de maintenir dans la ville un certain nombre d'unités combattantes, et de les renforcer, les concentrer autour de la ville afin d'empêcher la jonction des unités insurgées avec les armées soviétiques parvenues sur la rive droite de la Vistule, tout en donnant le maximum de publicité aux transferts de troupes en direction du front.
De même, le succès défensif remporté par Model dans les derniers jours du mois de juillet et dans les premiers jours du mois d'août 1944, scelle, dès avant le début de l'insurrection, son échec, en bloquant les perspectives d'approvisionnement de la ville insurgée par la terre. Dans le contexte de préparation de cette contre-offensive, sont ainsi concentrées dans le secteur Varsovie de nombreuses unités importantes de la Wehrmacht et des SS.
De plus, la Vistule constitue une coupure majeure entre les Soviétiques et les Polonais : à partir de la défaite soviétique dans les faubourgs orientaux de la ville, Staline exclut de prendre rapidement la ville et préfère planifier, sur les conseils des commandants de fronts, le renforcement progressif des têtes de pont de part et d'autre de la ville.

## Forces en présence
Les unités polonaises impliquées dans les combats
Dans le district de Varsovie, l'AK compte environ 50 000 soldats dont 23 000 équipés et prêts au combat. Les unités manquent d'armes et de munitions, en particulier après les avoir en partie transférées vers les forces à l'est, où l'opération Tempête devait initialement être déclenché – la décision d'inclure Varsovie dans cette action militaire ne fut prise que le 21 juillet. Mis à part les soldats de l'Armia Krajowa, d'autres se sont portés volontaires y compris un certain nombre de Juifs rescapés de l'insurrection du ghetto de Varsovie.
- Pro-gouvernement polonais en exil :
  - Armia Krajowa, AK (Armée de l'Intérieur) – env. 50 670 combattants
    - Pluton Głuchoniemych AK, l'unique peloton des sourds polonais
- Pro-Union soviétique :
  - Armia Ludowa, AL (Armée populaire, communiste) – env. 800 combattants
- Autres :
  - Narodowe Siły Zbrojne, NSZ (Forces nationales indépendantes) – env. 600 combattants
  - Szare Szeregi (les Rangs Gris, les scouts combattants)
  - Żydowska Organizacja Bojowa, ŻOB (Organisation de combat juive)

Les unités allemandes impliquées dans les combats
La garnison allemande engagée au début de l'insurrection de Varsovie est de 16 000 hommes :
- Heer (armée de terre) ;
- Ordnungspolizei (police chargée du maintien de l'ordre) ;
- Sicherheitspolizei (Gestapo et Kripo) ;
- Waffen SS (combattants SS) ;
- Luftwaffe (armée de l'air).

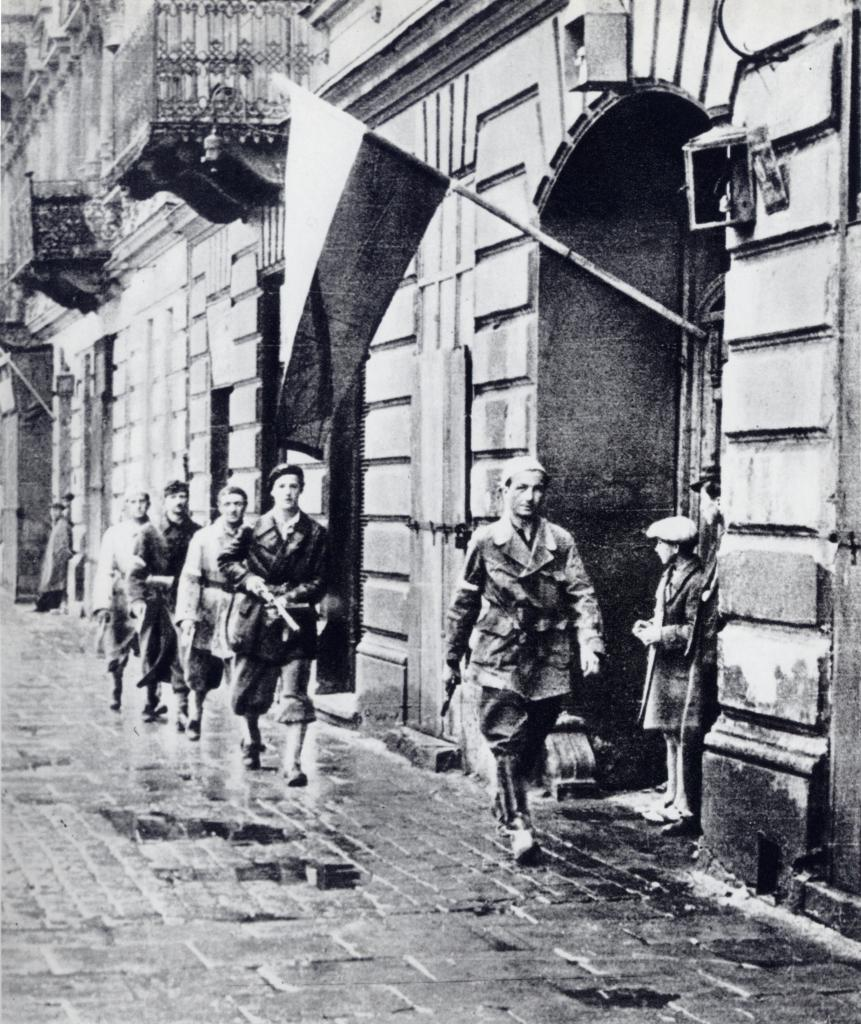
Patrouille et drapeau polonais
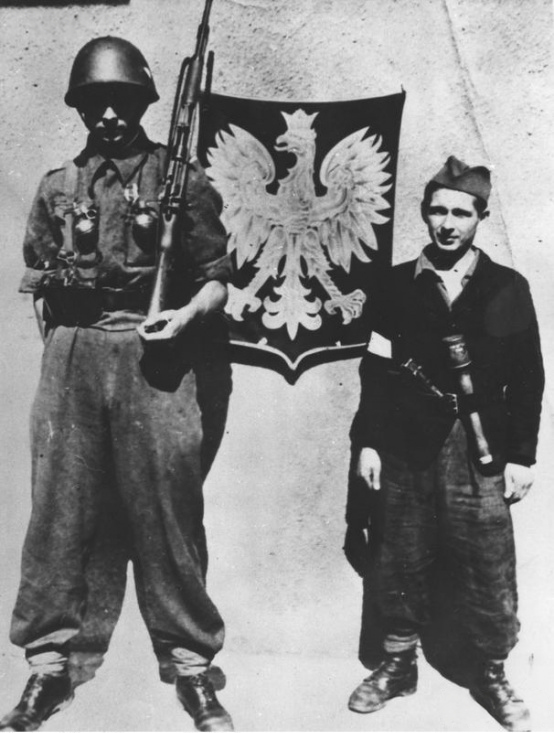
Soldats polonais et armoiries de la Pologne

## Combats

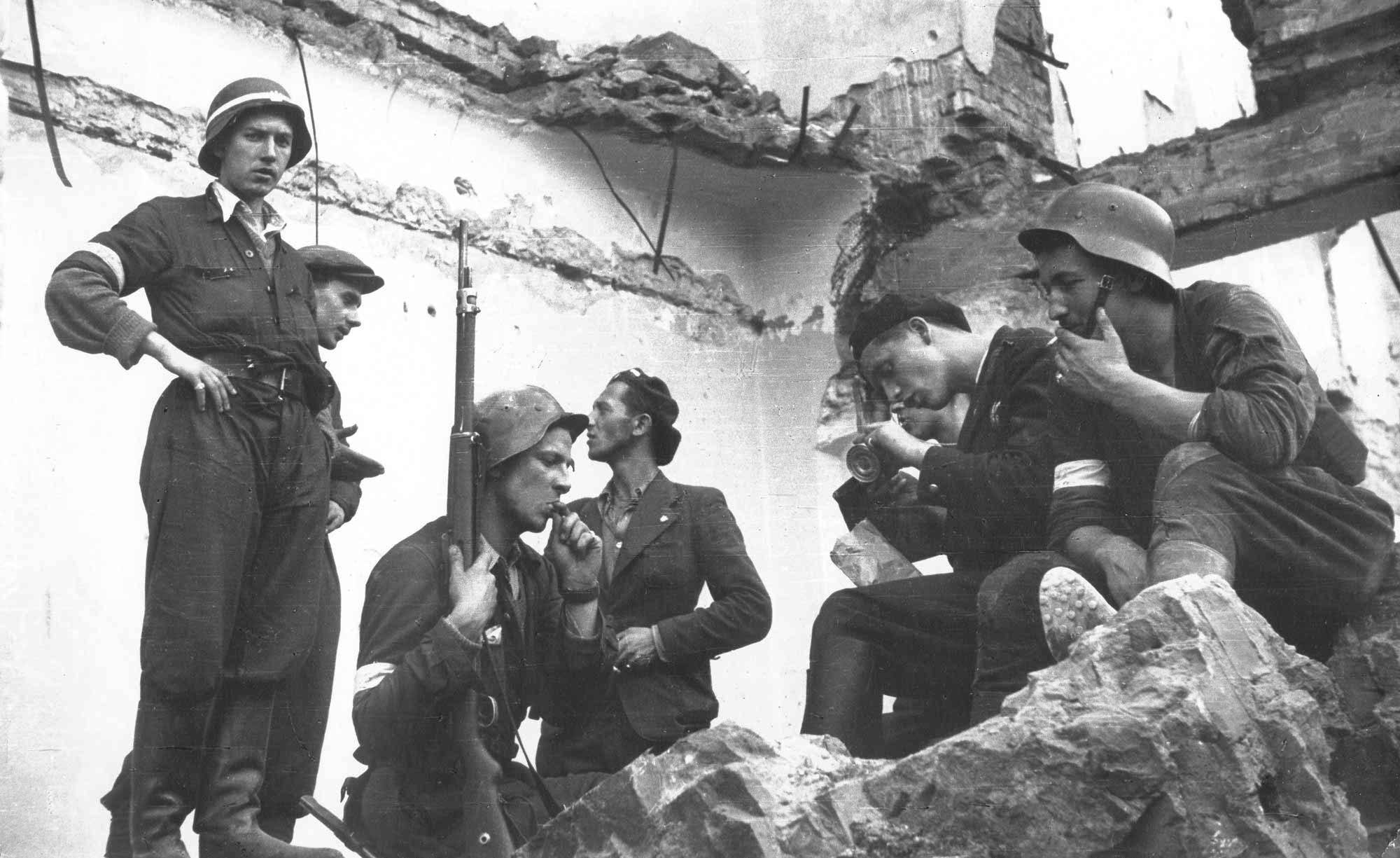
Insurgés polonais lors d'un moment de repos à la Grande Poste (place Napoléon).

Le soulèvement commence à 17 h (l'heure W) le 1er août 1944 par l'explosion d'une bome dans le quartier général de la Gestapo. Certains considèrent ce début des combats en cours de journée comme une erreur. Même si les Allemands n'ont pas remarqué d'activité militaire extraordinaire et n'ont pas élaboré de plans pour contrecarrer les résistants, ils ont reçu des informations une heure avant le début des hostilités et ont réussi à partiellement organiser la réponse. Le manque d'effet de surprise associé au manque d'expérience des insurgés dans les combats en plein jour contribuent à la faillite de la prise d'un certain nombre de cibles stratégiques. Les deux premiers jours de l'insurrection se révèlent capitaux pour la suite des combats puisque la ligne de front établie dans la ville a déterminé le déroulement de la bataille.
Les plus gros succès militaires sont accomplis dans le centre, dans la vieille ville et dans une partie du quartier Wola où presque l’ensemble des objectifs est atteint, confirmant que cette bataille serait un gigantesque combat urbain. À Wola, les Allemands tiennent néanmoins toujours les places fortifiées et leurs fortes pertes obligent les insurgés à battre en retraite. Dans les autres parties de la ville, comme à Mokotów, les résistants ont presque complètement manqué leurs objectifs. Sur la rive droite de la Vistule (partie est de Varsovie), la concentration en troupes allemandes se révèle si forte que les résistants se voient rapidement contraints de regagner leurs cachettes. Les unités locales n'ont pas réussi à garder de liens, aussi les sections combattent isolément, empêchant une coordination polonaise des combats au niveau de la ville.

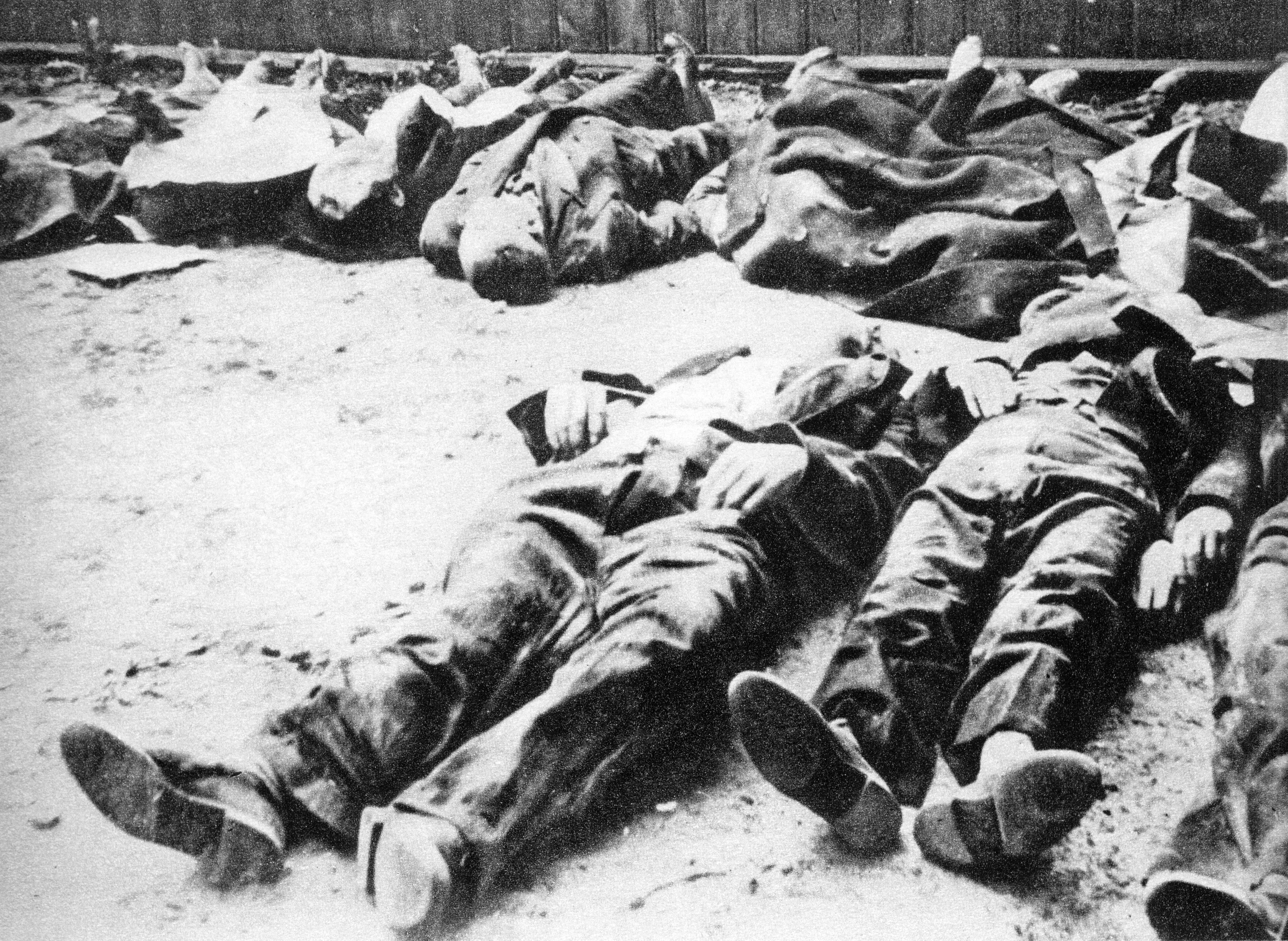
Civils polonais assassinés par la police et les troupes SS à Varsovie, août 1944, massacre de Wola.

Après quelques heures de combats, la plupart des unités adopte une tactique plus défensive tandis que la population civile érige les barricades dans toute la ville. Le jour des plus grands succès militaires des résistants, le 4 août, a été aussi le jour de l'envoi des renforts nazis. Le général SS Erich von dem Bach se voit nommé commandant et aussitôt, élabore, puis lance rapidement une contre-attaque destinée à relier les poches de résistance allemande dans la ville et couper les insurgés de la Vistule. Le 5 août a été marqué par la reprise des terrains de l'ancien ghetto et par le massacre de Wola où les nazis exécutent environ 50 000 civils dans des scènes d'une rare sauvagerie.
La stratégie allemande consiste à saper le moral des combattants polonais pour reprendre la ville sans avoir à engager de combats de rue : jusqu'à fin septembre, chaque combattant capturé était exécuté sur place. Les vols et viols sur les civils constituent la règle. Hôpitaux et hôpitaux de campagne sont anéantis, les blessés achevés sur place et les soignants fusillés ou mitraillés. Plus tard, cette stratégie évolue, le commandement allemand ayant conclu qu'elle renforçait la détermination des résistants. Ainsi, vers la fin de septembre les insurgés capturés commencent à être traités comme des prisonniers de guerre.

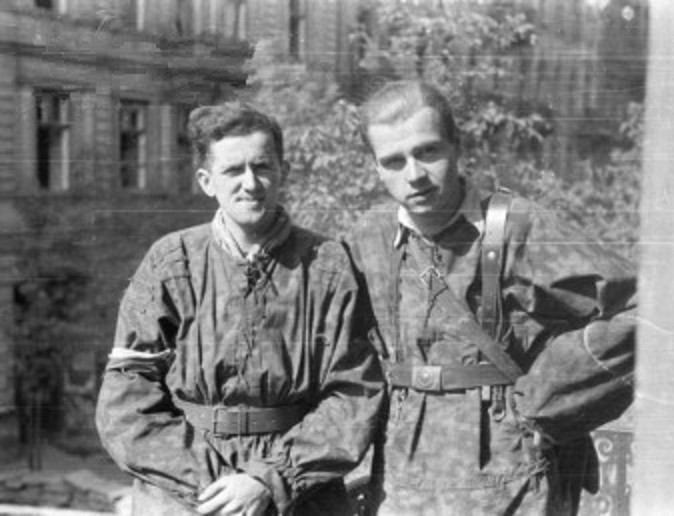
Résistants polonais dans Varsovie le 5 septembre 1944.

Le 7 août, le corps punitif renforcé par l'arrivée des compagnies de blindés engage des combats dans la ville (la population civile est alors utilisée comme bouclier humain dans les offensives allemandes). Les Allemands cherchent des succès spectaculaires afin de montrer à l'AK que la poursuite des combats est inutile. Néanmoins, ils échouent à reprendre rapidement les quartiers aux mains des résistants. Entre le 9 et le 18 août, les combats font rage. La vieille ville tient jusqu'à la fin du mois d'août. Le 2 septembre les combattants de la vieille ville passent par les égouts pour se retirer dans les autres parties de la ville. Quelques bastions (notamment la Grand-Poste, place Napoléon, au centre-ville) sont défendus par les insurgés jusqu'à la capitulation.
Le réseau des égouts a été largement utilisé par les insurgés pour effectuer tous types de déplacements, principalement destinés à maintenir les liens entre les unités.

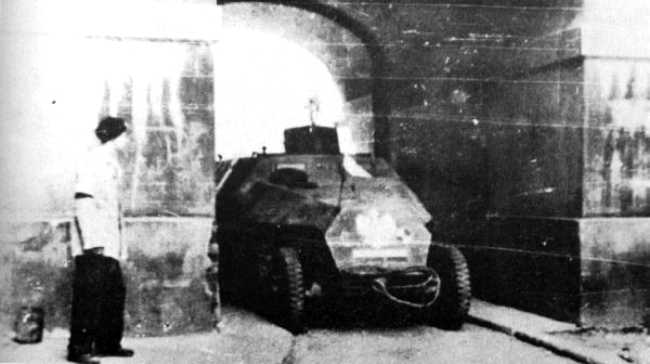
Transport de troupes modèle Sd.Kfz 251 APC, saisi aux Allemands et marqué de l'aigle des Piast.

La tactique allemande au cours de l'insurrection est basée sur les bombardements aériens en piqué et d'artillerie (mortier géant Thor tirant des obus de 2 200 kg) – les insurgés ne disposant pas d'armes lourdes ne sont pas en mesure de riposter.
L'Armée rouge arrive sur la rive est de Varsovie le 10 septembre au terme de l'opération Bagration, de pertes considérables et avec des unités mécanisées en piteux état. Au sein des armées soviétiques qui arrivent ce jour-là au bord de la Vistule, il y a la première Armée polonaise (de l'Armée populaire formée par les Soviétiques). Un coup de main est tenté, mais échoue rapidement en raison de la résistance allemande et du manque de coordination entre les unités polonaises déployées avec l'Armée rouge et les insurgés dans la ville. Sur ordre du général Zygmunt Berling, certaines unités, de l'effectif d'un bataillon, traversent le fleuve à partir du 14 septembre, jour où la totalité de l'Est de la ville est libérée de toute présence allemande et opèrent leur jonction avec des éléments de l'AK. Mais ces unités peu soutenues sont tenues en échec par les Allemands, qui réduisent facilement les têtes de pont conquises à partir du 14, obligeant ces unités à se replier sur la rive droite du fleuve le 24 septembre.
À la suite de cette opération, le général Zygmunt Berling fut relevé du commandement de la 1re armée.
Au début, cette situation inquiète les nazis, mais très rapidement ils comprennent que les Soviétiques leur laissent les mains libres pour achever la résistance polonaise dans la ville. En vérité, l'URSS dirigée d'un main de fer par Staline cherche à empêcher la résurgence d'un nouvel état polonais indépendant comme le précédent en 1921, fruit du traité de Versailles de 1919, et l'irruption d'un régime politique autonome souverain face aux autorités soviétiques,,.
Le soulèvement a reçu un soutien limité des Alliés occidentaux sous la forme de parachutages d'armes et d'autres matériels (la RAF et ses escadrilles polonaises ont effectué 223 missions et ont perdu 34 avions), mais l'effet de ces vols a été plus psychologique que militaire, en tout, les insurgés devaient récolter quarante tonnes de parachutages pendant toute l'insurrection. Les avions devaient effectuer des rotations depuis des bases situés en Italie, les Soviétiques n'ayant pas autorisé les appareils engagés dans ces missions de soutien à utiliser les pistes qu'ils contrôlaient en Pologne : l'usage de l'aérodrome de Poltava leur est ainsi interdit. Ils ont même attaqué des avions alliés au-dessus de Varsovie.[source insuffisante]
Il est à noter que la RAF — qui avait agi sur ordre personnel de Churchill — cessa rapidement ses raids en raison de pertes trop élevées (85 % des effectifs engagés perdus sur les 6 missions effectuées) en raison de l'absence de chasseurs d'escorte. Seuls continuèrent à ravitailler Varsovie les pilotes polonais et deux escadrons de pilotes sud-africains du Moyen-Orient — qui jouissaient d'une certaine indépendance — furent autorisés à continuer les dangereuses missions.
Les Américains, devant la réserve de Staline qui use de méthodes dilatatoires par rapport au soulèvement de Varsovie pour conforter sa position, n'ont presque pas fourni d'aide.
À partir du moment où l'hostilité des armées soviétiques apparut clairement aux combattants polonais, l'insurrection fut considérée comme un échec. La capitulation des insurgés fut signée le 2 octobre par le général Tadeusz Bór-Komorowski. La veille, à 20 heures, la radio de Varsovie lançait son dernier message au reste du monde :

« Voilà la sombre vérité — nous avons été traités pire que les satellites de Hitler, pire que l'Italie, pire que la Roumanie, pire que la Finlande… Dieu qui est juste, dans sa toute-puissance châtiera la terrible injure faite à la nation polonaise et il punira tous les coupables… »

## Abandon des insurgés

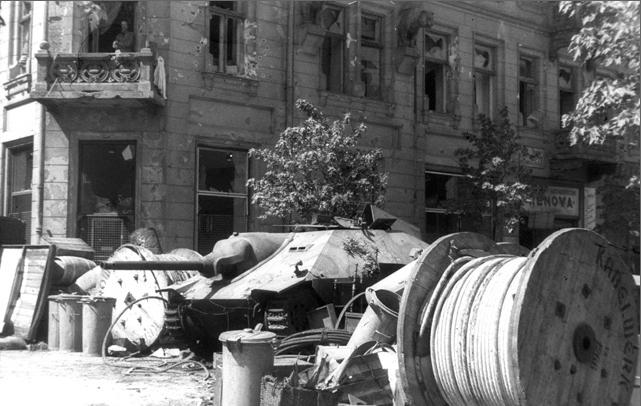
Barricade polonaise avec un Jagpanzer 38(t) capturé.

Les combattants de l'Armia Krajowa ne sont pas secourus par les Soviétiques, épuisés au terme d'une avancée spectaculaire en Biélorussie et en Pologne orientale et sonnés par la défaite infligée par Model aux unités blindés soviétiques à proximité des faubourgs orientaux de la ville. En réalité, Staline veut laisser écraser une insurrection qu'il ne contrôle pas et qui pourrait contrarier l'installation d'un gouvernement communiste allié de Moscou après la guerre : plus l'élite de la résistance se saignerait au combat, plus il serait facile d'imposer le communisme en Pologne. L'Armée rouge s'arrêta donc aux portes de Varsovie, alors que Radio-Moscou avait appelé le peuple à se soulever fin juillet. Mais une pression politique des Alliés occidentaux sur Staline fait aussi cruellement défaut. De plus, la planification stratégique soviétique ne place pas Varsovie en tête des priorités militaires pour l'Armée rouge au mois de juillet 1944. Cependant, la direction militaire soviétique prévoit la prise de la ville par un mouvement de tenaille, afin notamment d'économiser des troupes soviétiques et du matériel en leur épargnant la conquête de la ville par une attaque frontale.
Les responsables soviétiques ne sont informés du déclenchement de l'insurrection par les médias alliés que le 3 août, alors que des négociations se déroulent depuis le 31 juillet à Moscou entre les représentants du gouvernement de Londres et les communistes polonais.
En effet, l'attitude des Américains et des Britanniques vis-à-vis du gouvernement polonais en exil à Londres est de plus en plus dépendante des relations avec le nouveau puissant allié soviétique. Ainsi, à partir du 16 août, devant le refus du Premier ministre polonais Stanisław Mikołajczyk de reconnaître le comité de Lublin, Staline fait connaître son refus d'aide aux insurgés, puis, devant les pressions internationales, se résout à des demi-mesures tardives au début du mois de septembre. Deux officiers de liaison soviétiques sont parachutés le 16 août (ils communiqueront avec Moscou avec les moyens radio des insurgés). Le 14 septembre, les Soviétiques procèdent à des parachutages d'approvisionnements ; mal préparés, les parachutes ne s'ouvrent pas et les conteneurs s'écrasent au sol. Les Américains, sur l'insistance de Churchill, font larguer des approvisionnements par 104 bombardiers lourds le 18 septembre.

Le sentiment d’abandon, voire de trahison dite de l'Ouest, de la part des Alliés a été bien dépeint dans l'ordre du 1er septembre 1944 du chef suprême des armées polonaises à Londres (le général Kazimierz Sosnkowski) à l'occasion du cinquième anniversaire du début de la Seconde Guerre mondiale (ordre no 19) : 

« Cinq ans sont passés depuis le jour où la Pologne, avec l'encouragement et les garanties du gouvernement britannique, se lança dans le combat contre la puissance allemande (…) Aujourd'hui, depuis un mois les combattants de l'Armia Krajowa ensemble avec le peuple de Varsovie, saignent en solitaires sur les barricades dans la lutte inégale avec un adversaire surpuissant. (…) Le peuple de Varsovie, a été laissé à lui-même sur le front de la guerre commune contre les Allemands – voici la tragique et monstrueuse énigme, laquelle nous Polonais, n'arrivons pas à déchiffrer dans le contexte de la supériorité technique des Alliés cette cinquième année de la guerre. (…) Les experts nous expliquent que l'aide à Varsovie est techniquement difficile, on nous fait la leçon d'optimisation des coûts et des profits. Si compter il faut, alors souvenons-nous que les pilotes de chasse polonais durant la bataille d'Angleterre ont perdu plus de 40 % d'hommes — 15 % des avions ont été perdus durant les essais visant à porter de l'aide à Varsovie. (…) Si les habitants de la capitale polonaise devaient périr sous les ruines, si la passivité, l'indifférence ou le calcul froid les aient laissés se faire massacrer — alors sur la conscience du monde pèserait un poids de souffrance horrible inédit dans l'histoire. »

## Pertes

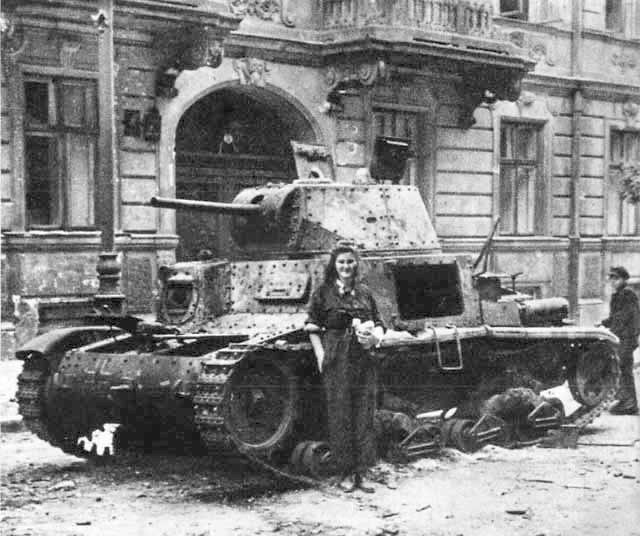
Un Fiat M14/41 employé par les forces allemandes et détruit durant l'insurrection.

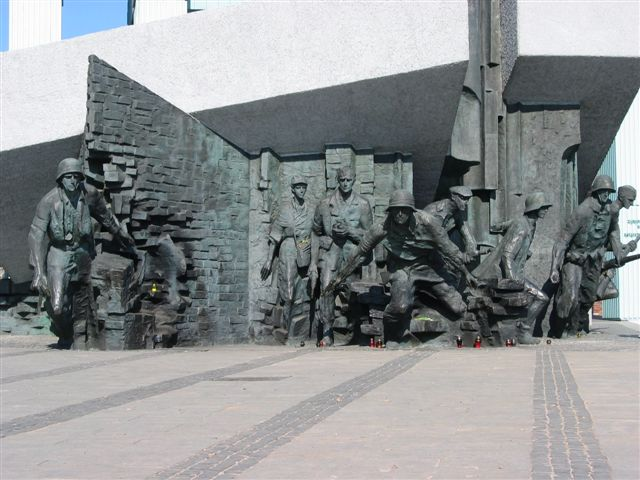
Monument dédié à l'insurrection.

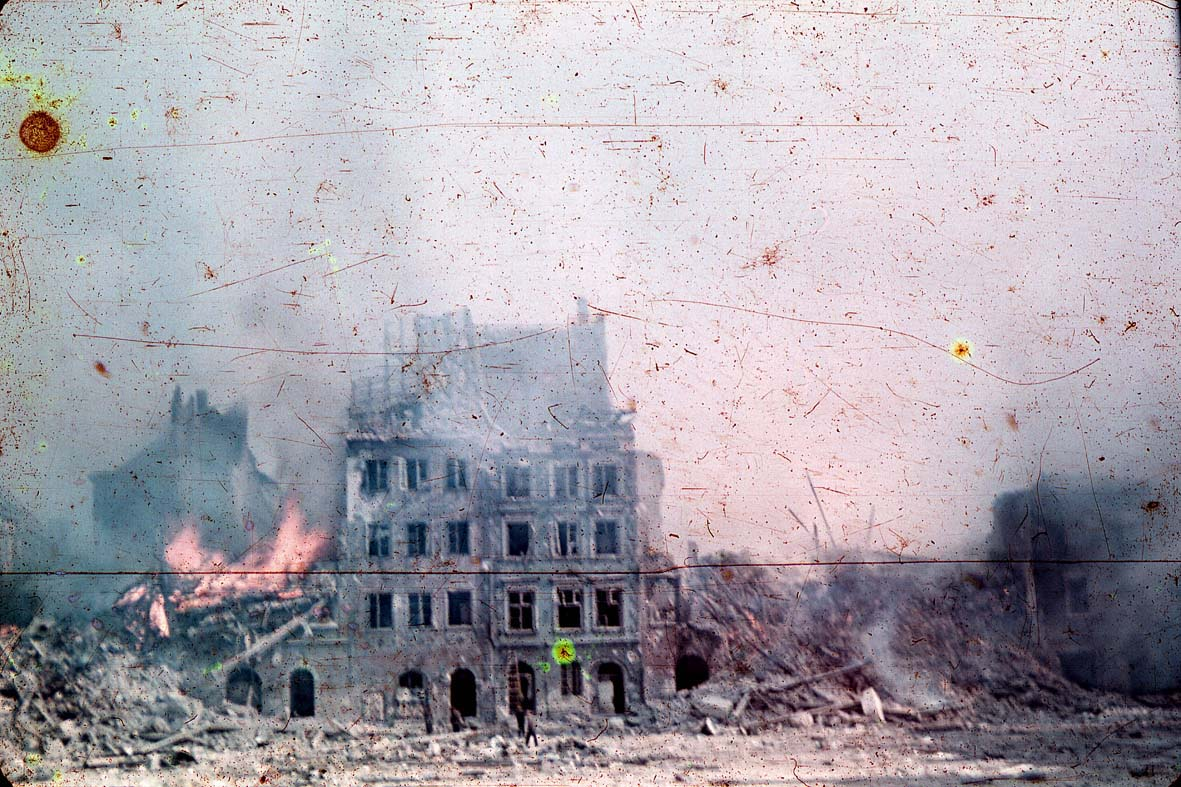
Place de la Vieille-Ville de Varsovie, en 1944.

Les combattants polonais résistèrent jusqu'au 2 octobre soit 63 jours au total. Les pertes s'élevèrent à 18 000 soldats tués, 25 000 blessés et entre 160 000 et 180 000 civils tués. Du côté allemand, 17 000 soldats furent tués et 9 000 blessés. Après leur capitulation, les soldats de l'AK, désarmés, obtinrent in extremis, sur ordre de Hitler, le statut de prisonniers de guerre et furent internés dans le Reich. La population civile, traumatisée et décimée par les épidémies (il ne restait plus que 350 000 civils vivants à la fin de l'insurrection[réf. nécessaire]), fut brutalement évacuée et parquée dans des camps de transit aux portes de la ville (notamment à Pruszków), puis en grande partie déportée, soit vers des camps de concentration, soit vers des camps de travail, les plus faibles étant abandonnés sans ressources. Ces derniers, avec ceux qui sont volontairement restés cachés dans les ruines sont surnommés les « Robinson Crusoé de Varsovie ».
L'ampleur de la bataille de Varsovie s'explique par l'engagement des insurgés qui, jusqu'à la fin septembre, comptèrent sur la progression des armées soviétiques massées en face de Varsovie, sur la rive droite de la Vistule, et sur l'aide aérienne des Alliés occidentaux.
Les Soviétiques ne prennent le contrôle de la ville qu'en janvier 1945, bien après la fin de l'insurrection, quand ils reprennent leurs opérations sur tout le front. Les communistes sont alors tout à fait conscients que les combattants polonais poursuivraient la lutte contre une nouvelle occupation russe, suite logique de l'invasion de la Pologne le 17 septembre 1939 par l'Armée rouge, aux termes du pacte germano-soviétique conclu le 23 août 1939 et en coordination avec les forces allemandes. En conséquence, la résistance polonaise constitue un obstacle aux plans soviétiques visant à dominer la région. C'est pourquoi les « libérateurs » n'apportent pas de soutien actif à l'insurrection, bloquant même l'accès aux munitions aux unités polonaises de l'Armée populaire (LWP — alliée de Soviétiques) pour qu'elles n'agissent pas de leur propre initiative face à la tragédie vécue par leurs compatriotes, se déroulant devant leurs yeux sur l'autre rive de la Vistule.

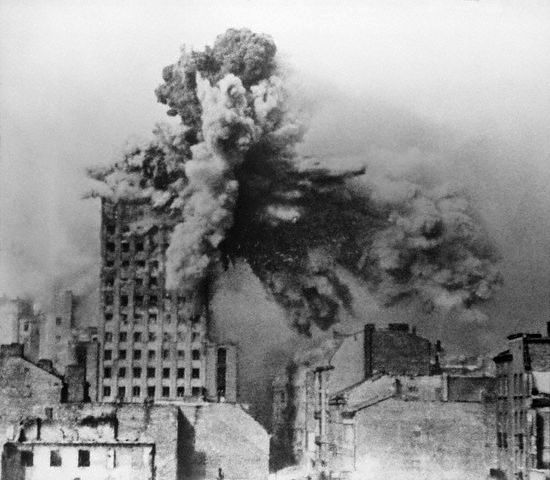
Un obus de deux tonnes tiré par un Mörser Karl tombe sur l'immeuble des assurances britanniques Prudential lors du soulèvement de Varsovie, le 28 août 1944.

Durant les combats environ 25 % de la ville ont été complètement détruits et après la fin des hostilités, sur ordre personnel de Hitler, la destruction complète de la ville est planifiée et 35 % supplémentaires ont été systématiquement anéantis. Pendant le bombardement et le siège de la ville en septembre 1939, environ 10 % des bâtiments avaient été détruits et encore 15 % en 1943 à la suite de la liquidation du ghetto de Varsovie. Au total, à la fin de la guerre, la ville était rasée à hauteur d'environ 85 %.

### Mémoires des protagonistes
- Władysław Anders, Mémoires 1939-1946, Paris, La Jeune Parque, 1948.
- Miron Bialoszewski, Mémoire de l'insurrection de Varsovie, traduction française Érik Veaux, Éditions Calmann-Lévy, 2002.
- Tadeusz Bór-Komorowski, Histoire d'une Armée secrète, Paris, 1952.
- Jan Nowak, Courrier de Varsovie, Témoins/Gallimard, Paris 1983,  (ISBN 2070700119), édition originale : Kurier z Warszawy, Odnowa, Londres 1978.

### Ouvrages
: document utilisé comme source pour la rédaction de cet article.
- Norman Davies, Rising '44: The Battle for Warsaw. Viking Books, 2004.  (ISBN 0-670-03284-0).
- Jan Karski, Story of a Secret State. Simon Publications, 2001.  (ISBN 1-931541-39-6). (note : il existe une ancienne édition en français sous le titre Mon témoignage devant le monde).
- Alexandra Viatteau, Varsovie insurgée, Editions Complexe, 1984, 215 p. (lire en ligne)
- Alexandra Viatteau, L'insurrection de Varsovie: la bataille de 1944, Presses Paris Sorbonne, 2003, 124 p. (ISBN 9782840502715, présentation en ligne)
- Kutek Ann, Raguet Claire, « Augure d'apocalypse : Le Moi aux prises avec l'ombre, personnelle et collective », Revue de psychologie analytique, 2014/1 (n° 3), p. 27-64. DOI : 10.3917/rpa.003.0027. URL : https://www.cairn.info/revue-de-psychologie-analytique-2014-1-page-27.htm
- Stanislas Likiernik, Une jeunesse polonaise : damnée chance ou doigt de Dieu ? préface de Claude Roy, L'harmattan, 1996,  (ISBN 2-7384-3683-8).
- Jean Lopez, Opération Bagration : La revanche de Staline (1944), Paris, Economica, 2014, 409 p. (ISBN 978-2-7178-6675-9).
- Henri Michel, Et Varsovie fut détruite, Albin Michel, 1984.
- Evguenia Obitchkina, « La diplomatie de Staline face à la question polonaise en 1944 », Guerres mondiales et conflits contemporains, vol. 2, no 258,‎ 2015, p. 5-26 (DOI 10.3917/gmcc.258.0005, lire en ligne ).
- Elisabeth G. Sledziewski, Varsovie 44, récit d'insurrection, Éditions Autrement, 2004.
- Jean-François Steiner, Varsovie 44 L'Insurrection, Flammarion, Paris 1975.
- Janusz Z. Zawodny, Nothing but honour. The Story of Warsaw Uprising 1944, Stanford, Hoover Institution Press, 1978.

## Filmographie
- La maison solitaire, du réalisateur polonais Jan Rybkowski[23], tourné en noir et blanc dès 1947 puis plusieurs fois modifié après sa sortie au Festival du film de Venise en 1949 et distribué au début des années 1950 dans plusieurs pays[24].
- Kanal (Ils aimaient la vie en version française) d'Andrzej Wajda en 1957.
- Le Pianiste, film de Roman Polanski en 2002.
- Kamienie na szaniec de Robert Gliński en 2014.
- Les remparts de Varsovie 1943-44, d'André Bossuroy, ARTE, 2014.
- L'Insurrection de Varsovie, film documentaire (images d'époque), 2014.
- Miasto 44 (Insurrection en version française), film de Jan Komasa, 2014
- 63 jours sous un ciel de feu, fiction associant des images d'archive de l'insurrection de Varsovie, film de Irek Dobrowolski, 2013

## Jeux vidéo
- Warsaw est un jeu vidéo de type rogue-like ou RPG tactique développé par le studio polonais Pixelated Milk. Sorti en octobre 2020, le titre permet au joueur de contrôler des groupes de résistants de l'Armia Krajowa et de combattre les troupes allemandes dans les rues de Varsovie en pleine insurrection.

## Musique
La chanson Uprising du groupe Sabaton, traite de l’insurrection de Varsovie.
Tous les ans à Varsovie, le concert Warszawiacy śpiewają (nie)zakazane piosenki interprète des chansons de l'Insurrection.
Chansons de l'Insurrection de Varsovie
- Hej, chłopcy, bagnet na broń ;
- Pałacyk Michla ;
- Siekiera, motyka ;
- Warszawskie dzieci.